# Віра Бахаї в Україні
Перші послідовники Віри Бахаї в Україні з'явилися на початку XX століття. За часів радянської влади діяльність бахаї була заборонена. Вона відродилася лише на початку 90-х років. 
На даний час, в 10 обласних центрах, а також в 4 містах і селах України діють Місцеві Духовні Збори бахаї, які поступово, крок за кроком, будують в своїх громадах модель Нового Світового Порядку, заповіданого Бахауллою.

## Структура та історія
Національні Духовні Збори Бахаї України — адміністративний і духовний орган віруючих бахаї України — керують діяльністю громади Віри Бахаї на національному рівні. Національні Духовні Збори (Релігійний Центр) Бахаї України офіційно визнані державою і зареєстровані 27 липня 1999 року Державним комітетом в справах релігій України. Громада Віри Бахаї має Національний Центр Бахаї України, який знаходиться в місті Києві.
Бахаї України ініціювали акцію, присвячену взяттю землі для пам'ятника Миру в Ріо-де-Жанейро, Бразилія. Капсули з землею з усіх країн світу були закладені в пам'ятник, що стане символом єдності, злагоди та миру в усьому світі. Капсула з українською землею з території Десятинної Церкви в Києві буде поміщена в основу пам'ятника Миру нарівні з іншими країнами світу.

## Діяльність
Суспільно-корисна діяльність, яку проводить українська громада бахаї, включає:
- жіночі семінари розкриття творчого потенціалу особистості, гендерної рівності, надихання жінок на усвідомлення своєї ролі в сім'ї та суспільстві;
- проект розвитку сім'ї «Мій дім»;
- програму навчання батьків виховувати своїх дітей на засадах духовності;
- соціально-економічні проекти духовно-морального виховання дітей (класи для дітей небахаї), Заочного Інституту Позитивної Поведінки (ЗіПоПо);
- зимові та літні школи, дитячі та молодіжні семінари, табори, конференції, круглі столи тощо.

При Національних Духовних Зборах діє Національний Інститут розвитку людських ресурсів у громадах шляхом підвищення загального рівня знань і укріплення життєвої стійкості віри кожного віруючого, який проводить системні заняття по вивченню найважливіших аспектів Віри Бахаї, поглибленого вивчення Священних Писань, здійснює підготовку віруючих до самостійного і свідомого служіння людям, підготовку вчителів і батьків до виховання дітей на принципах Віри Бахаї.